# مارک مینتال
مارک مینتال (انگلیسی: Marek Mintál؛ زادهٔ ۲ سپتامبر ۱۹۷۷) بازیکن فوتبال اهل اسلواکی است.
از باشگاه‌هایی که در آن بازی کرده‌است می‌توان به باشگاه فوتبال ژیلینا، باشگاه فوتبال هانزا روستوک، و باشگاه فوتبال نورنبرگ اشاره کرد.
وی همچنین در تیم ملی فوتبال اسلواکی بازی کرده‌است.